# Jana Rawlinsonová
Jana Emily Pittmanová, rozvedená Jana Rawlinsonová (* 9. listopadu 1982 Sydney) je bývalá australská atletka, dvojnásobná mistryně světa v běhu na 400 metrů překážek.

## Sportovní kariéra
V roce 1999 získala na prvém ročníku MS do 17 let v Bydhošti zlatou medaili (400 m přek.). Postoupila také do finále hladké čtvrtky, kde skončila na 7. místě. O rok později vybojovala dvě zlaté medaile (400 m, 400 m překážek) na juniorském mistrovství světa v chilském Santiagu.
Dvě zlata (400 m př., 4×400 m) získala také v roce 2002 na Hrách Commonwealthu v Manchesteru a o čtyři roky později stejně uspěla rovněž na hrách v Melbourne.

### Olympijské hry
Dvakrát reprezentovala na letních olympijských hrách (Sydney 2000, Athény 2004). Většího úspěchu dosáhla na olympiádě v Athénách. Těsně před startem her, 6. srpna se však na mítinku ve švýcarském Curychu zranila a musela podstoupit operaci kolena. Necelé dva týdny po operaci vyhrála na olympiádě v řecké metropoli rozběh a postoupila do semifinále. 25. srpna 2004, sedmnáct dní po operaci dokončuje finálový běh na 5. místě v čase 53,92 s. Od zisku bronzové medaile ji dělilo 48 setin sekundy. Kvůli zranění se nepředstavila na Letních olympijských hrách 2008 v Pekingu. Atletickou kariéru ukončila předčasně v roce 2012 kvůli dalším zdravotním problémům, které narušily její přípravu na olympijské hry v Londýně.

### Osobní rekordy
- 400 m – 50,43 s – 22. březen 2003, Sydney
- 400 m přek. – 53,22 s – 28. srpen 2003, Paříž

### 2012–2014
Společně s Astrid Radjenovicovou se pokusila o start na zimních olympijských hrách 2014 v Soči ve dvojbobech. První úspěch přišel zkraje ledna 2013 na světovém poháru bobistů v německém Altenbergu, kde dosáhla se svou spolujezdkyní sedmého místa, což je historicky nejlepší australský výsledek v rámci SP. Na ZOH v Soči byla posádkou dvojbodu, který se umístil na 14. místě.
Na Letních olympijských hrách 2016 v brazilském Riu by chtěla startovat coby veslařka. Tento svůj krok mj. konzultovala s někdejší atletkou, krajankou Kim Crowovou (* 1985), která se kdysi rovněž věnovala čtvrtce s překážkami a od roku 2006 se věnuje úspěšně veslování.

## Soukromý život
31. března 2006 se provdala za někdejšího anglického atleta, rovněž překážkáře Chrise Rawlinsona. 14. prosince 2006 se jim narodil syn Cornelis Levi. Později se rozešli a 31. března 2010 znovu vstoupili do svazku manželského. 16. dubna 2011 se znovu rozešli.
Kvůli zisku olympijské medaile, kterou chtěla vybojovat na Letních olympijských hrách 2012 v Londýně si nechala odebrat prsní implantáty.